# Filippo Tamagnini
Pour les articles homonymes, voir Tamagnini.
Filippo Tamagnini, né le 30 janvier 1972 à Saint-Marin, est un homme politique saint-marinais, membre du Parti démocrate-chrétien. Il est capitaine-régent du 1er avril au 1er octobre 2011 avec Maria Luisa Berti et du 1er octobre 2023 au 1er avril 2024 avec Gaetano Troina.

## Biographie
Filippo Tamagnini possède un diplôme de géomètre de l'institut Belluzzi de Rimini et un autre d'ingénieur en construction obtenu à l'université de Bologne.
Membre du Parti démocrate-chrétien depuis 2000, il est membre du conseil de Castello di Serravalle entre 2003 et 2008. Il est député au Grand Conseil général depuis 2008.
Il est capitaine-régent du 1er avril au 1er octobre 2011 en tandem avec Maria Luisa Berti et de nouveau du 1er octobre 2023 au 1er avril 2024 avec Gaetano Troina.